# Medusa Deluxe
Medusa Deluxe és una pel·lícula britànica del 2022 sobre misteris i assassinats, escrita i dirigida per Thomas Hardiman. És protagonitzada per Clare Perkins, Anita-Joy Uwajeh, Kae Alexander, Harriet Webb, Darrell D'Silva, Luke Pasqualino i Heider Ali.

## Argument
Un misteri d'assassinat ambientat en un concurs de perruqueria competitiu. L'extravagància i l'excés xoquen, mentre la mort d'un concursant sembra llavor de divisió en una comunitat la passió de la qual pel cabell toca l'obsessió.

## Repartiment
- Clare Perkins com a Cleve
- Anita-Joy Uwajeh com a Timba
- Kayla Meikle com a Divine
- Kae Alexander com a Inez
- Harriet Webb com a Kendra
- Darrell D'Silva com a René
- Luke Pasqualino com a Àngel
- Heider Ali com a Gac
- Lilit Lesser com a Angie
- Nicholas Karimi com a Patricio
- Debris Stevenson com Etsy
- John Alan Roberts com a Mosca

## Alliberament
La pel·lícula es va estrenar al Festival Internacional de Cinema de Locarno el 6 d'agost de 2022. Abans, Mubi i A24 van adquirir els drets de distribució al Regne Unit, els Estats Units i altres territoris. Es va estrenar el 29 de juny i el Regne Unit. Estats l'11 d'agost de 2023.

## Recepció
Al lloc web de l'agregador de ressenyes Rotten Tomatoes, el 74% de les 65 ressenyes dels crítics són positives, amb una valoració mitjana de 6,3/10. El consens del lloc web diu: "Medusa Deluxe, un home amb un estil únic, posiciona el director i coguionista debut Thomas Hardiman com un cineasta talentós amb un potencial emocionant". Metacritic, que utilitza una mitjana ponderada, va assignar a la pel·lícula una puntuació de 60 sobre 100, basada en 17 crítics, indicant crítiques "mixtes o mitjanes"  
Jonathan Romney de Screen Daily va anomenar la pel·lícula una "aprovació extravagant d'una imatge que és tan llunyana que la tradició del realisme britànic" i va escriure que les "actuacions elèctriques, d'un repartiment súper alerta i erissats", donen una "sensació d'esdeveniment en directe a l'acció, emmarcada en la proporció de l'Acadèmia". Jojo Ajisafe de Little White Lies va anomenar la pel·lícula un "misteri d'assassinat divertit i extravagant que il·lumina la bellesa de la perruqueria alhora que deixa el públic endevinant en aquest enginyós whodunit."
Jeannette Catsoulis de The New York Times va escollir la pel·lícula com una de les seves "Seleccions de la crítica", elogiant un "debut vigoritzantment atrevit" […] "que mostra una delicadesa extravagant i una sensibilitat descarada i immillorable". El diari francès Le Monde també va elogiar la pel·lícula com un "debut virtuós".
Matthew Joseph Jenner de la International Cinephile Society va puntuar la pel·lícula amb 4,5 estrelles sobre 5 i va qualificar la pel·lícula com una "obra mestra del caos acuradament controlat i "un dels debuts com a directors més impressionants dels darrers anys". Marisa Mirabal d' IndieWire va qualificar la pel·lícula de "B-" i la va qualificar de "pel·lícula extravagant i seductora que deixa el públic endevinant fins al final no sols qui va cometre el crim atroç, sinó com exactament Hardiman va ser capaç d'aconseguir un debut visual tan deliciós."
Guy Lodge de Variety va elogiar la cinematografia i el muntatge, però va escriure que "la presentació cinètica, encara que no bastant novel·la, no s'ajusta del tot a les debilitats del guió d'Hardiman, amb el seu esgotador remolí de personatges més colorits que ombrejats i una trama que finalment s'esgota de desviacions convincents del tema en qüestió".